# Stephan du Trossel
Stephan du Trossel, eigentlich Étienne du Trossel (* 1657 im Languedoc; † 20. September 1714) war ein preußischer Generalmajor.

## Leben
Trossel stammt aus Montpellier und war einer der vielen Flüchtlinge, die 1690 nach Brandenburg kamen.
Er stand schon 1687 als Kapitän im Bataillon „Courneaud“ und kämpfte 1691 bei Lüttich. 1692 wurde er Oberstleutnant und am 27. Februar 1702 Oberst im Regiment „Varenne“. Am 8. Juni 1706 wurde er zum Generalmajor ernannt und im Jahr darauf zum Kommandanten von Altena in der Grafschaft Mark bestimmt. Am 20. Oktober 1708 erhielt er als Chef das Infanterieregiment „von Schlabrendorf“ Nr. 9.
1713 führte er ein Korps von drei Bataillonen und elf Eskadrons Dragonern an den Oberrhein zur Unterstützung des Prinzen Eugen. Trossel nahm mit den Truppen Winterquartier in Limburg.
Er war an der Feldzügen in Italien, am Rhein und in Brabant beteiligt.
Trossel starb unverheiratet im Jahre 1714. Er nahm aber den Sohn seiner Schwester Étienne Basset (* 25. August 1699; † 1760) an Kindes statt an, um so den Namen weiterzugeben.